# Hank Pfister
Henry „Hank“ Pfister (* 9. Oktober 1953 in Bakersfield, Kalifornien) ist ein ehemaliger US-amerikanischer Tennisspieler.

## Leben
Pfister spielte 1975 seine erste Partie auf der ATP Tour. Bereits im Januar 1976 stand er erstmals in einem Doppelfinale, in Birmingham unterlag er an der Seite von Dennis Ralston jedoch den favorisierten Jimmy Connors und Erik van Dillen. Ende des Jahres gelang ihm mit Butch Walts der erste Turniersieg. Insgesamt errang er in seiner Karriere bei 22 Finalteilnahmen neun Doppeltitel auf der ATP Tour, die meisten davon mit seinem Landsmann Victor Amaya. Mit diesem stand er 1981 auch im Finale der in London ausgetragenen Doppel-Masters. Seinen ersten Einzeltitel holte er sich 1981 in Maui mit einem Sieg gegen Tim Mayotte. Seinen zweiten und letzten Einzeltitel errang er im darauf folgenden Jahr in Newport. Seine höchste Notierung in der Tennisweltrangliste erreichte er 1983 mit Position 19 im Einzel sowie 1982 mit Position 13 im Doppel.
Sein bestes Einzelergebnis bei einem Grand-Slam-Turnier war das Erreichen der Halbfinales der Australian Open, was ihm zwischen 1978 und 1982 dreimal gelang. Bei seinem Halbfinaleinzug 1981 warf er in der dritten Runde den an Nummer 1 gesetzten Guillermo Vilas aus dem Turnier. Weitere Einzelerfolge feierte er bei den Wimbledon Championships, hier zog er dreimal in das Achtelfinale ein, scheiterte jedoch 1978 an Vitas Gerulaitis, 1980 an Jimmy Connors und 1982 an John McEnroe.
Die größten Erfolge seiner Karriere waren die Doppelsiege bei den French Open in den Jahren 1978 und 1980. Zudem stand er 1981 neben John Sadri im Finale der Australian Open, dort setzte es eine klare Niederlage gegen die Lokalmatadoren und Titelverteidiger Mark Edmondson und Kim Warwick. 1982 unterlag er knapp in fünf Sätzen an der Seite von Victor Amaya im Finale der US Open gegen Kevin Curren und Steve Denton.

## Erfolge
| Legende                       |
| Grand Slam (2)                |
| Tennis Masters Cup            |
| ATP Masters Series            |
| ATP International Series Gold |
| ATP International Series (11) |

| ATP-Titel nach Belag |
| Hartplatz (3)        |
| Sand (3)             |
| Rasen (2)            |
| Teppich (5)          |

### Einzel

#### Turniersiege
| Nr. | Datum           | Turnier | Belag     | Finalgegner | Ergebnis |
| --- | --------------- | ------- | --------- | ----------- | -------- |
| 1.  | 4. Oktober 1981 | Maui    | Hartplatz | Tim Mayotte | 6:4, 6:4 |
| 2.  | 11. Juli 1982   | Newport | Rasen     | Mike Estep  | 6:1, 7:5 |

#### Finalteilnahmen
| Nr. | Datum             | Turnier     | Belag         | Finalgegner   | Ergebnis           |
| --- | ----------------- | ----------- | ------------- | ------------- | ------------------ |
| 1.  | 10. Juli 1977     | Newport (1) | Rasen         | Tim Gullikson | 4:6, 4:6, 7:5, 2:6 |
| 2.  | 5. Februar 1978   | Little Rock | Hartplatz (i) | Dick Stockton | 4:6, 5:3 Aufgabe   |
| 3.  | 23. Dezember 1979 | Sydney      | Rasen         | Phil Dent     | 4:6, 4:6, 5:7      |
| 4.  | 12. Juli 1981     | Newport (2) | Rasen         | Johan Kriek   | 6:3, 3:6, 5:7      |
| 5.  | 19. August 1984   | Columbus    | Hartplatz     | Brad Gilbert  | 3:6, 6:2, 3:6      |

### Doppel

#### Turniersiege
| Nr. | Datum              | Turnier         | Belag     | Partner          | Finalgegner                    | Ergebnis           |
| --- | ------------------ | --------------- | --------- | ---------------- | ------------------------------ | ------------------ |
| 1.  | 14. November 1976  | Hongkong        | Hartplatz | Butch Walts      | Anand Amritraj Ilie Năstase    | 6:3, 6:2           |
| 2.  | 6. Februar 1977    | Dayton          | Teppich   | Butch Walts      | Jeff Borowiak Andrew Pattison  | 6:4, 7:6           |
| 3.  | 11. Juni 1978      | French Open (1) | Sand      | Gene Mayer       | Manuel Orantes José Higueras   | 6:3, 6:2, 6:2      |
| 4.  | 13. August 1978    | Indianapolis    | Sand      | Gene Mayer       | Jeff Borowiak Chris Lewis      | 6:1, 6:3           |
| 5.  | 24. Dezember 1978  | Sydney          | Rasen     | Sherwood Stewart | Syd Ball Bob Carmichael        | 6:4, 6:4           |
| 6.  | 8. Juni 1980       | French Open (2) | Sand      | Victor Amaya     | Brian Gottfried Raúl Ramírez   | 1:6, 6:4, 6:4, 6:3 |
| 7.  | 2. November 1980   | Tokio (1)       | Teppich   | Victor Amaya     | Marty Riessen Sherwood Stewart | 6:3, 3:6, 7:6      |
| 8.  | 1. November 1981   | Tokio (2)       | Teppich   | Victor Amaya     | Heinz Günthardt Balázs Taróczy | 6:4, 6:2           |
| 9.  | 28. Februar 1982   | Monterrey       | Teppich   | Victor Amaya     | Tracy Delatte Mel Purcell      | 6:3, 6:7, 6:3      |
| 10. | 15. August 1982    | Cleveland       | Hartplatz | Victor Amaya     | Matt Mitchell Craig Wittus     | 6:4, 7:6           |
| 11. | 26. September 1982 | Los Angeles     | Teppich   | Kevin Curren     | Andy Andrews Drew Gitlin       | 4:6, 6:2, 75       |

#### Finalteilnahmen
| Nr. | Datum              | Turnier            | Belag       | Partner         | Finalgegner                   | Ergebnis                |
| --- | ------------------ | ------------------ | ----------- | --------------- | ----------------------------- | ----------------------- |
| 1.  | 14. November 1976  | Birmingham         | Teppich (i) | Dennis Ralston  | Jimmy Connors Erik van Dillen | 6:7, 4:6                |
| 2.  | 2. April 1978      | Dayton             | Teppich (i) | Butch Walts     | Brian Gottfried Geoff Masters | 3:6, 4:6                |
| 3.  | 23. April 1978     | San José (1)       | Teppich (i) | Brad Rowe       | Gene Mayer Sandy Mayer        | 3:6, 4:6                |
| 4.  | 12. November 1978  | Hongkong           | Hartplatz   | Brad Rowe       | Mark Edmondson John Marks     | 7:5, 6:7, 1:6           |
| 5.  | 22. April 1979     | San José (2)       | Teppich (i) | Brad Rowe       | Peter Fleming John McEnroe    | 3:6, 4:6                |
| 6.  | 5. Oktober 1980    | Maui               | Hartplatz   | Victor Amaya    | Peter Fleming John McEnroe    | 6:7, 7:6, 2:6           |
| 7.  | 11. Januar 1981    | WCT Doubles Finals | Teppich (i) | Victor Amaya    | Peter McNamara Paul McNamee   | 3:6, 6:2, 6:3, 3:6, 2:6 |
| 8.  | 20. Dezember 1981  | Sydney             | Rasen       | John Sadri      | Peter McNamara Paul McNamee   | 7:6, 6:7, 6:7           |
| 9.  | 3. Januar 1982     | Australian Open    | Rasen       | John Sadri      | Mark Edmondson Kim Warwick    | 3:6, 7:6, 3:6           |
| 10. | 2. Mai 1982        | Tampa              | Hartplatz   | Brian Gottfried | Tim Gullikson Tom Gullikson   | 2:6, 3:6                |
| 11. | 13. Juni 1982      | Queen’s Club       | Rasen       | Victor Amaya    | John McEnroe Peter Rennert    | 6:7, 5:7                |
| 12. | 8. August 1982     | Columbus           | Hartplatz   | Victor Amaya    | Tim Gullikson Bernard Mitton  | 6:4, 1:6, 4:6           |
| 13. | 12. September 1982 | US Open            | Hartplatz   | Victor Amaya    | Kevin Curren Steve Denton     | 3:6, 7:6, 3:6           |
| 14. | 5. November 1984   | Taipeh             | Teppich (i) | Drew Gitlin     | Ken Flach Robert Seguso       | 1:6, 7:6, 2:6           |
| 15. | 2. März 1985       | Houston            | Teppich (i) | Ben Testerman   | Peter Fleming John McEnroe    | 3:6, 2:6                |
| 16. | 18. August 1985    | Cleveland          | Hartplatz   | Ben Testerman   | Leo Palin Olli Rahnasto       | 3:6, 7:6, 6:7           |